# يمير (أسطورة نوردية)
في الأساطير النوردية، يَمِيْر (Ymir،وتُلفظ:/ˈiːmɪər/) هو العملاق المؤسس وأب كل العمالقة (الجليدية) و (النارية) في بداية عالم الإسنكدنافين كان هناك فقط عالمين عالم من النار موسبلهيام حالياً وعالم من الجليد (فنهايم) حالياً مع تقارب العالمين من بعضهما البعض تكون أعظم عملاق لدى النرويج وهو العملاق المؤسس (يمير) وأيضاً تكونت البقرة الأسطورية مع يمير رضع يمير من البقرة بعدها لحست البقرة الملح الموجود في العالم الجليدي فولد أول إله لد النرويج وهو (بوري) وبعد رضع يمير من البقرة تعب (يمير) ومن إجهاده تعرق ومن عرقه ولدت باقي العمالقة وتم تسميتهم (عمالقة الجليد) وأحد هؤلاء العمالقة كان اسمه (بورلثون) وكان لديه ابنة اسمها (برتسلا) تزوجت من الإله (بور) ابن الإله (بوري) فانجبت من (بور) ثلاثة الهة وهم (أودين) (فيلي)، (في).

## موت يمير وتشكل شجرة العالم
هؤلاء الآلهة الثلاثة رأوا أن العمالقة بدأت تعيث خراباً وفوضى ودماراً عارماً ولذلك هجموا على العملاق المؤسس (يمير) وبعد أن قتلوه انتشرت دماؤه في كل العالم مما أدى إلى موت باقي العمالقة باستثناء اثنين هربا من المذبحة وبعد موت العملاق المؤسس (يمير) وجد الكون الإسكندنافي بأكمله وتم تشكيل عالم الإسنكدنافين على النحو الآتي:
من جمجمته وجدت السماء.
من شعره وجدت النباتات والأشجار فتكونت الغابات.
من عظامه وجدت الجبال.
من أسنانه وفكيه وجدت الوديان.
من دماغه وجدت الغيوم.
من لحمه وجد عالم البشر ميدغارد.
من حواجبه وجدت جدران لحماية البشر من العمالقة.

## شجرة العوالم

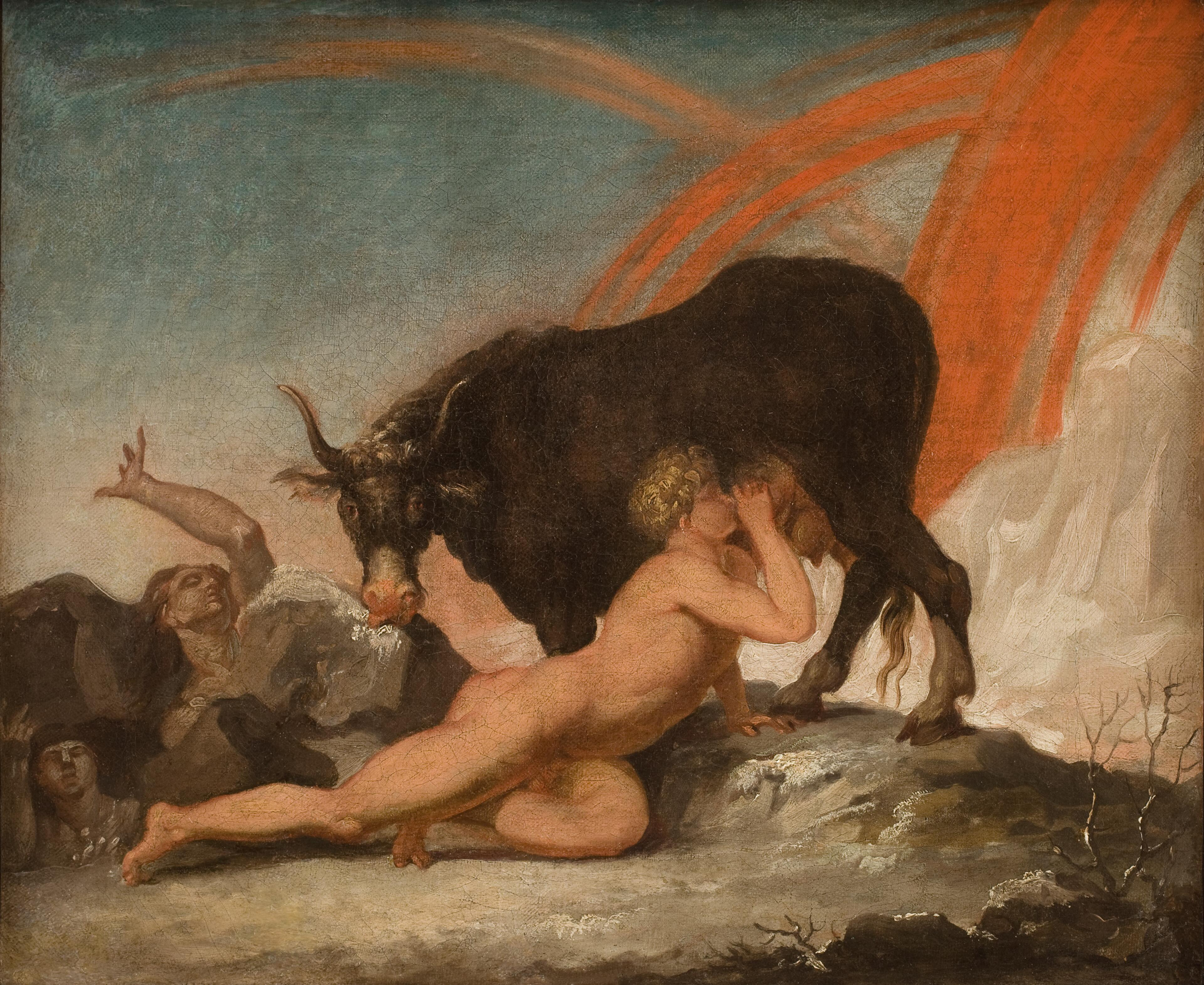
يمير يرضع من البقرة أويثمبلا بينما هي تلحس الإله بوري من الجليد - لوحة بريشة الرسام الدنماركي نيكولاي أبيلدجارد (1790) مستوحاة من قصة «نثر إدا» النوردية القديمة

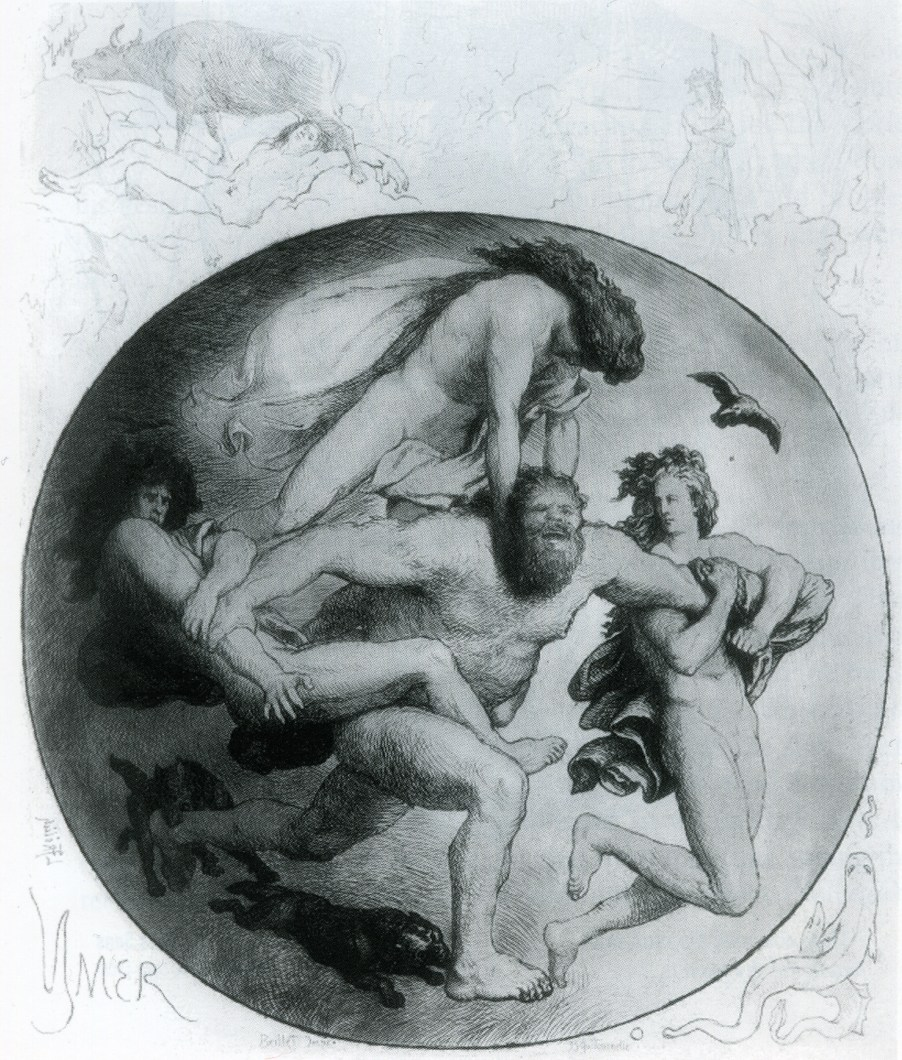
مير يتعرض للهجوم من قبل الإخوة أودين

تم تقسيم عوالم الإسكندنافيين إلى تسعة عوالم وهم كالآتي:
أغدراسيل ومع هذه الشجرة تم دمج العوالم المتبعثرة فحصلوا على تسعة عوالم وهي:
- آسغارد: عالم الاَسر.
- ميدغارد: عالم البشر.
- نفلهايم: العالم الضبابي.
- هلهايم: عالم الأشخاص الموتى بلا شرف.
- أزفارترهايم: عالم الأقزام.
- يوتنهايم: عالم العمالقة.
- فنهايم): عالم الفانير العالم الجليدي الذي تكون منه العملاق المؤسس(يمير).
- ألفاهيم: عالم الجن.
- موسبلهيام: عالم النار العالم الناري الذي تكون منه العملاق المؤسس(يمير).